# King (słoń)

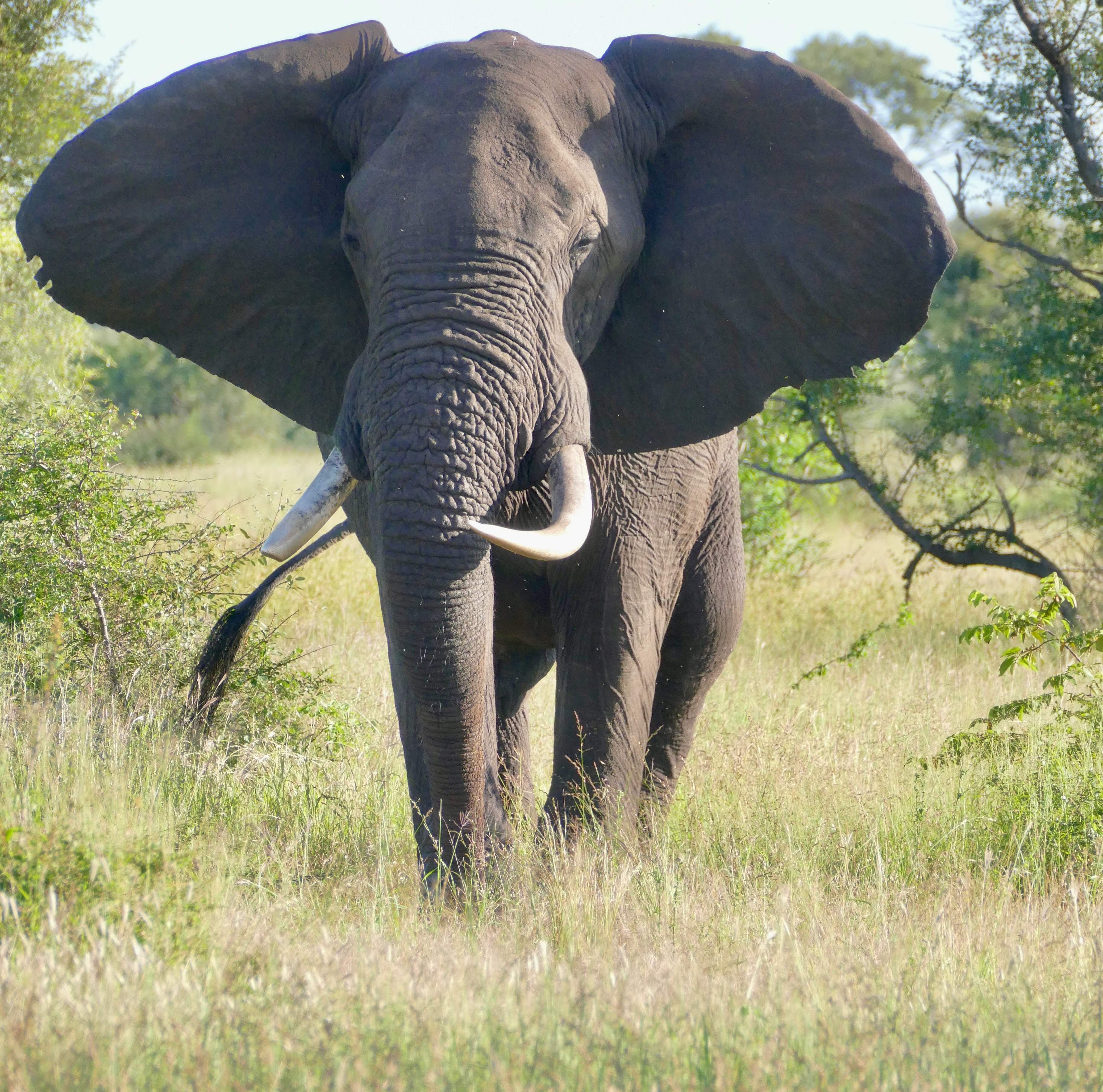
Samiec słonia afrykańskiego (Południowa Afryka, 2023)

King – fikcyjny słoń afrykański (samiec) występujący w powieści Henryka Sienkiewicza W pustyni i w puszczy (1910). Bohaterowie książki, Staś i Nel, ratują go przed śmiercią głodową, gdy został uwięziony w skalistym wąwozie, po czym zaprzyjaźniają się z nim. Oswojony King wraz z psem Sabą wspomagają ich w wielomiesięcznej wędrówce po Afryce, a Nel jeździ na Kingu w palankinie.

## Opis Kinga w powieści
King to zwierzę olbrzymich rozmiarów („na srebrzystym tle mroku rysowała się twardo olbrzymia, czarna postać słonia”). Sienkiewicz opisał kolor jego skóry za pomocą przymiotnika „szyfrowy” („wyglądał jak wielka szyfrowej barwy skała”), który pochodzi od rzeczownika „szyfer”, oznaczającego w geologii ciemnoszary lub czarny łupek dachowy, używany do wyrobu dachówek, a dawniej również tzw. „tabliczek szyfrowych” do pisania. Trąba Kinga przypominała wielkiego czarnego węża („Nel ujrzała nad sobą trąbę na kształt ogromnego czarnego węża”). 

## Próby interpretacji symbolicznej
Polski etnolog Maciej Kurcz wysunął tezę, że scena uwolnienia Kinga ze skalnej pułapki przywodzi na myśl idee humanitaryzmu względem zwierząt przyświecające Europejczykom w Afryce, co wpisuje się w imperialny stereotyp przedstawicieli „białej rasy”. Natomiast polski astrolog Wojciech Jóźwiak zauważył, że jazda Nel na grzbiecie słonia, budząca trwogę i cześć wśród rdzennych mieszkańców Afryki, pokrywa się z charakterystyką mitycznej Pani Zwierząt, Potnia Theron, bogini kojarzonej ze zwierzętami. 

## Odniesienia w nauce i kulturze
Wątek powieści dotyczący Kinga bywa wykorzystywany w logopedii do diagnozowania kompetencji narracyjnej dzieci. Tworzą one serię kilkunastu sytuacji odniesienia związanych ze słoniem, co pozwala ocenić spójność narracji, prawidłowość chronologii i związków przyczynowo-skutkowych między wydarzeniami.
Imię King, pochodzące z powieści Sienkiewicza, było młodzieńczym przydomkiem Melchiora Wańkowicza, co opisał w powieści autobiograficznej Ziele na kraterze (1951).

## Filmy z udziałem Kinga
- W pustyni i w puszczy – polski film fabularny z 1973
- W pustyni i w puszczy – polski serial telewizyjny z 1974
- W pustyni i w puszczy – polski film fabularny z 2001
- W pustyni i w puszczy – polski serial telewizyjny z 2001

W ekranizacjach z 1973 i 1974 w roli Kinga nie występował słoń afrykański, tylko słoń indyjski pochodzący z cyrku w Bułgarii. Filmy z 2001 kręcono w plenerach Południowej Afryki i Tunezji, a właścicielem i treserem słonia był Vivian Bristow, w owym czasie hodowca i treser słoni w Zimbabwe, później hodowca i działacz na rzecz ochrony dzikich zwierząt w Południowej Afryce, który uczestniczył też w produkcji innych filmów, m.in. Kopalni króla Salomona (1985).
King pojawił się  na plakatach filmu fabularnego z 2001; na plakatach filmu fabularnego z 1973 nie został wykorzystany.